# JL-2

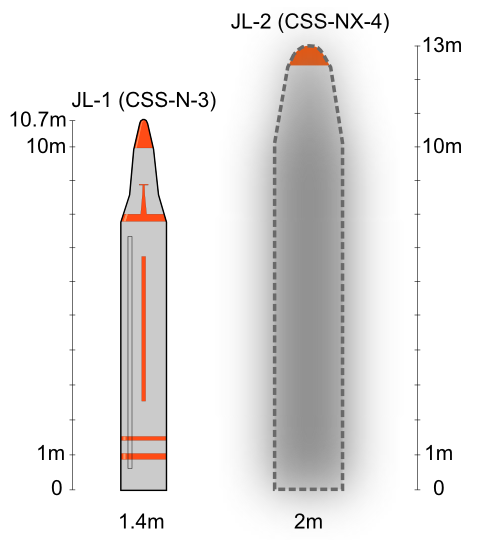
De JL-2 is groter dan zijn voorganger JL-1.

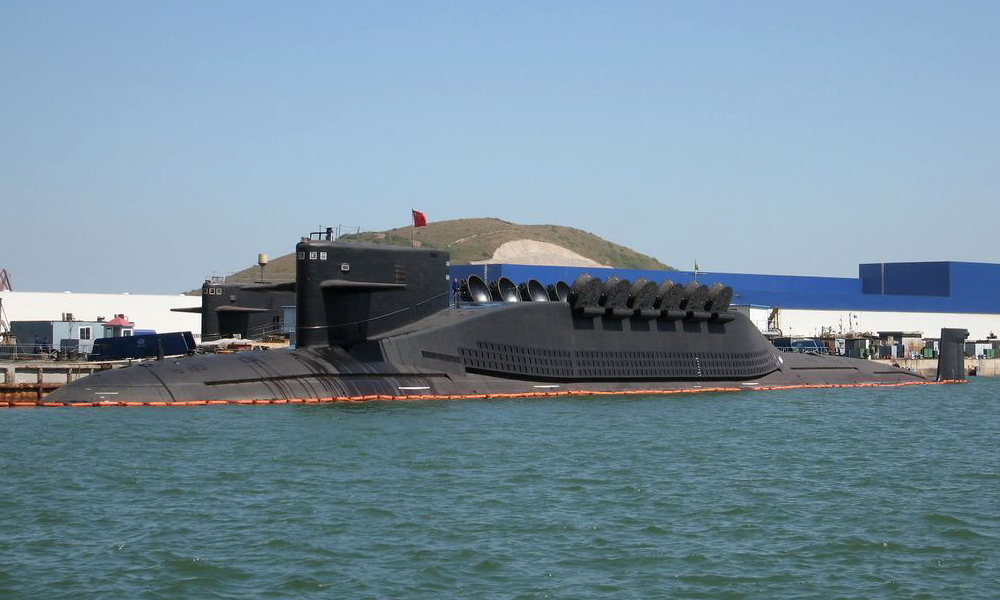
De Type 094-kernonderzeeër heeft 12 luiken om JL-2 te lanceren, in 2022 vervangen door JL-3.

De JL-2 (Chinees: 巨浪-2, Hanyu pinyin: Jù Làng Èr, "Grote Golf-2", NAVO-codenaam: CSS-NX-4) is een Chinese intercontinentale raket, een ballistische raket met een kernwapen van 1 megaton TNT-equivalent te lanceren vanaf een kernonderzeeër van Type 094 van de Marine van het Volksbevrijdingsleger.

## Geschiedenis
De JL-2 volgt de JL-1 op.
De JL-1 stond op de Type 092-kernonderzeeërs.
In 2001 gebeurde de eerste testlancering van de JL-2 op zee vanaf een Type 031-onderzeeboot met dieselelektrische aandrijving.
In 2004 mislukte een testlancering.
In 2005 en 2008 slaagden testlanceringen.
In 2009 volgde een eerste testlancering vanaf een Type 094-kernonderzeeër.
In 2012 volgde een reeks testlanceringen.
Vanaf december 2015 patrouilleerde het Type 094 met JL-2.
Vanaf 2017 waren 4 Type 094 in dienst met elk 12 JL-2.
In november 2022 berichtte de United States Navy dat de JL-2 op de kernonderzeeërs van het Type 094 nu vervangen zijn door de nieuwe en verbeterde JL-3.

## Eigenschappen
De JL-2 is een marineversie van de DF-31. Hun gemeenschappelijke vastebrandstofmotor met 2 m diameter was eind 1983 getest.
De JL-2 is 13 m lang en 42.000 kg zwaar. De JL-2 is een drietraps vastebrandstofraket met 7200 km bereik en een kernwapen van 1 megaton TNT-equivalent. De JL-2 combineert astronavigatie, traagheidsnavigatie en Beidou-satellietnavigatie.